# 新虹桥 (无锡)
31°30′20″N 120°22′06″E / 31.50554°N 120.36822°E
新虹桥，是位于中华人民共和国江苏省无锡市新吴区的一座大桥，跨京杭大运河。

## 特点
新虹桥位于无锡吴都路上，跨京杭大运河无锡段。1973年6月建造，为单孔双曲拱人行桥，长98米、高11.5米。1978年11月1日，中国人民邮政发行邮票桥梁系列，包括无锡新虹桥（面值8分）。2008年再次新建。